# Ventricle esquerre
El ventricle esquerre és una de les quatre cambres del cor. Rep la sang oxigenada des de l'aurícula esquerra a través de la vàlvula mitral. El ventricle esquerre és la part amb el teixit muscular més gruixut perquè bomba la sang per a arribar a l'artèria aorta a través de la vàlvula aòrtica.